# مسلم العلوي
مسلم بن عبد الله بن سلطان العلوي هو لاعب كرة قدم عماني سابق. لعب مع نادي الطليعة العماني ومع منتخب عمان لكرة القدم.

## كأس الخليج 1976
سجل هدف في مرمى منتخب الإمارات لكرة القدم. كما شارك في دورة كأس الخليج عام 1974. حصل على لقب اللأعب المثالي في هذه الدورة.[بحاجة لمصدر]